# 枇杷瘤節蜱
枇杷瘤節蜱（学名：Aceria eriobotrya）为節蜱科瘤節蜱屬下的一个种。